# Holy Smoke (chanson)
Pour les articles homonymes, voir Holy Smoke.
Singles de Iron Maiden
Infinite Dreams Bring Your Daughter... to the Slaughter
Holy Smoke est un single du groupe de heavy metal britannique Iron Maiden.

## Pistes
1. Holy Smoke − 3:50
2. All in Your Mind 4:31
3. Kill Me Ce Soir 6:17

## Crédits
- Bruce Dickinson – chant
- Dave Murray – guitare
- Janick Gers – guitare
- Steve Harris – basse, chœurs
- Nicko McBrain – batterie